# (4514) Vilen
(4514) Vilen est un astéroïde de la ceinture principale.

## Description
(4514) Vilen est un astéroïde de la ceinture principale. Il fut découvert le 19 avril 1972 à Naoutchnyï par Tamara Smirnova. Il présente une orbite caractérisée par un demi-grand axe de 2,34 UA, une excentricité de 0,15 et une inclinaison de 8,0° par rapport à l'écliptique.

## Compléments